# Miguel Najdorf
Miguel Najdorf (Varsovia, 15 de abril de 1910-Málaga, 4 de julio de 1997) fue un jugador de ajedrez argentino de origen polaco, que alcanzó el título de Gran Maestro Internacional.

## Nombres
Nombre polaco oficial: Mojsze Mendel Najdorf.
Nombre polaco público: Mieczysław Najdorf.
Nombre argentino oficial: Moisés Mendel Najdorf.
Nombre argentino público: Miguel Najdorf.

## Biografía
Nació en el seno de una familia judía, aprendió a jugar al ajedrez a la edad de nueve años, con el padre de un amigo, que era violinista de la orquesta de Varsovia, y a los catorce años conoció a los maestros Akiba Rubinstein y Savielly Tartakower, a quien siempre se refirió como "su maestro". A los veinte años alcanzó la categoría de Maestro Internacional.
En 1936 jugó sus primeras Olimpíadas de ajedrez en Múnich, con la selección polaca de ajedrez. Polonia cosechó un gran éxito al conquistar la Medalla de Plata. Najdorf obtuvo la medalla de oro en su tablero.

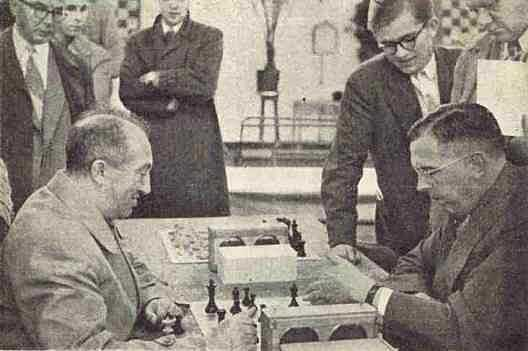
Miguel Najdorf vs Max Euwe, Ámsterdam 1954

En 1939, el inicio de la Segunda Guerra Mundial lo sorprendió en Buenos Aires, ciudad en la que se desarrollaba la Olimpíada de ajedrez de 1939, en la que representó a Polonia. Siendo judío, interpretó correctamente los sucesos de su tiempo y decidió quedarse a vivir en la Argentina, y adoptar esa nacionalidad. Esta decisión le costó grandes pérdidas afectivas y personales.
Pese a que no fue un jugador de ajedrez de tiempo completo —por muchos años se desempeñó en el negocio de pólizas de seguros— fue uno de los mejores jugadores del mundo en los años cuarenta y cincuenta, y destacó en la modalidad de partidas simultáneas de ajedrez a ciegas. En octubre de 1943 estableció el primer récord mundial de partidas simultáneas a ciegas en la ciudad de Rosario, en la sede del Círculo de Obreros, jugando contra 40 tableros (+36 =1 -3). El anterior poseedor del récord, George Koltanowski –quien jugó 34 simultáneas en Escocia en 1937–, alegó que en el lugar no hubo representantes internacionales para verificarlo. Así que, en el año 1947 en San Pablo, Brasil, y ante representantes internacionales Najdorf superó su propio récord al enfrentarse a 45 tableros (+39 =4 -2) y 83 participantes que eran relevados a medida que se cansaban. La exhibición de simultáneas a ciegas comenzó el 25 de enero a las 21 y finalizó al día siguiente a las 19.40. La dimensión fue tal en dicha exhibición que no es extraño afirmar que poseía una memoria realmente muy prodigiosa. En concreto, si se analiza la exhibición debe tenerse en cuenta que para Najdorf significó retener 1440 posiciones, 2880 escaques y cerca de 1800 jugadas.
Otro hecho a tener en cuenta fue una exhibición simultánea (pero no a ciegas como las anteriores mencionadas) que realizó en la ciudad de Bahía Blanca, provincia de Buenos Aires, Argentina, contra 222 tableros (202+ 12= 8-). Una anécdota interesante relata que Najdorf se encontraba de viaje y un pasajero se le acercó y lo saludó. Entablaron una conversación pero lamentablemente Najdorf no podía recordarlo; sin embargo, el pasajero le relató que él participó en la mencionada exhibición simultánea y luego de que Najdorf le preguntase el tablero en el que tuvo participación, pudo recordar exactamente la partida y el momento en el cual le dio jaque mate.
Najdorf: "Frente al tablero no existe el apellido, sólo cuenta la posición".
Batió su propia marca de simultáneas en 1950, jugando contra 250 tableros (226+ 14= 10-).
En 1950, cuando la Federación Internacional de Ajedrez (FIDE) creó el sistema de títulos oficiales, fue uno de los jugadores a los que se reconoció con la categoría de Gran Maestro Internacional. Ese mismo año disputó el Torneo de Candidatos al título mundial, en Budapest, y ocupó el quinto lugar. Tres años después, en el Torneo de ajedrez de Zúrich de 1953 quedó sexto. Ganó importantes torneos como los de Mar del Plata, en múltiples ocasiones: 1941, 1942, 1944, 1945, 1946, 1947, 1956,1961 y 1964. De estas victorias quizá la más contundente fue en la edición de 1946, con tres puntos de ventaja sobre el segundo clasificado, el gran maestro sueco Gideon Ståhlberg. En estos años Najdorf demostró fuerza suficiente como para merecer su inclusión en el campeonato del mundo de 1948, pero se ha especulado que el eventual ganador de esta competencia, Mijaíl Botvínnik obstruyó su participación con apoyo de la Federación de Ajedrez de la Unión Soviética. De hecho, Najdorf había derrotado a Botvinnik en una breve y contundente partida en un gran torneo jugado en Groninga, Países Bajos, en 1946. Obtuvo otro gran triunfo en el primer torneo internacional en memoria del excampeón mundial José Raúl Capablanca, La Habana 1962, delante de una constelación de grandes maestros. 
Participó en gran cantidad de Olimpíadas de Ajedrez representando a Argentina, consiguiendo como mejor resultado el segundo puesto en Helsinki (1952). A pesar de su edad avanzada participó en el encuentro de 1970 "URSS versus Resto del Mundo", consiguiendo un empate con el excampeón mundial Mijaíl Tal. En 1980 obtuvo el Premio Kónex de Platino como el más importante ajedrecista de la historia en Argentina, en 1990 volvió a ser premiado con un Konex, esta vez el Diploma al Mérito. Su gran longevidad como ajedrecista de máximo nivel asombró al mundo. Por ejemplo, en 1982 se enfrentó al futuro campeón mundial Garri Kaspárov, en Bugojno, Yugoslavia, que era 53 años más joven que él. Murió en 1997 en Málaga, España.
Hasta 2020, y luego de 94 ediciones del Campeonato Argentino de Ajedrez, el gran maestro Miguel Najdorf sigue ostentando el récord vigente desde 1975 de ocho títulos nacionales, obtenidos en: 1949, 1951, 1952, 1955, 1960, 1964, 1967 y 1975; siendo el ajedrecista con más victorias de campeonatos y torneos en el historial argentino.

## Personalidad
Su vivaz personalidad lo hizo uno de los grandes favoritos entre los aficionados al ajedrez, a lo que ayudó sin duda su especial talento para el retruque ingenioso, legado de su mentor Tartakower. Por ejemplo, al comentar sobre su oponente en el encuentro de la Unión Soviética vs. el Resto del Mundo de 1970 afirmó:

Cuando Boris Spassky (el entonces campeón mundial) te ofrece una pieza, deberías elegir rendirte ahí mismo. Pero cuando Tal te ofrece una pieza, entonces harías bien en continuar jugando, pues al rato podría ofrecerte otra, y luego otra, y entonces...¿quién sabe?

La variante Najdorf de la defensa siciliana es llamada así en su honor. También realizó contribuciones a la teoría y práctica de otras aperturas, como la defensa india de rey. El virtuosismo de Najdorf en el ataque al rey se demuestra en la jugada siguiente, parte de un match aclamado por David Bronstein en su famoso libro, y que ganara el premio a la brillantez en el Torneo de Candidatos de 1953 contra el gran maestro soviético Mark Taimánov.
Fue un buen ejemplo de aprender de los propios errores. Anteriormente ese año, Svetozar Gligorić había batido a Najdorf con una aplicación del mismo sistema.